# Magyar Nyelvőr
Magyar Nyelvőr (с венг. — «Венгерский язык») — научный журнал о венгерском языке, издающийся в Будапеште.
Основан в 1872 году Габором Сарвашем при поддержке ведущих венгерских учёных — Йозефа Буденца, Пала Дьюлаи и Пала Хунфалви. Издавался Венгерской академией наук. Выходит ежеквартально. В 1940—1946 гг. не выходил. В 1994 г. издание передано Будапештскому университету.
Основное внимание журнала в ходе его развития смещалось от эмпирического собирания различных диалектных особенностей и исследования основных грамматических законов венгерского языка к изучению различных социолектов, функционирования языка в средствах массовой информации и т. д. Уже за первые три десятилетия своей работы журнал, как отмечал Большой энциклопедический словарь Паллаша, стал ведущей кузницей кадров для венгерской лингвистики.

## Главные редакторы
- Габор Сарваш (1872—1895)
- Жигмонд Шимоньи[венг.] (1896—1919)
- Йожеф Балашша (1920—1940)
- Эден Беке[венг.] (1946—1953)
- Лайош Лоринце[венг.] (1954—1993)
- Пал Фабиан[венг.] (председатель редакционной коллегии; 1994—2008)
- Борбала Кеслер[венг.] (с 2008 г.)